# Paid Tha Cost To Be Da Bo$$
Paid Tha Cost To Be Da Bo$$ je šesté album amerického rapera Snoop Dogga. Umístilo se na 12. místě v The Billboard 200 a získal Platinové ocenění RIAA.

## Seznam skladeb
| #  | Název                         | Host(é)                                    | Trvání |
| -- | ----------------------------- | ------------------------------------------ | ------ |
| 1  | Don Doggy                     | -                                          | 0:43   |
| 2  | Da Bo$$ Would Like To See You | -                                          | 1:59   |
| 3  | Stoplight                     | -                                          | 4:26   |
| 4  | From Tha Chuuuch To Da Palace | Pharrell Williams                          | 4:40   |
| 5  | I Believe In You              | Latoiya Williams                           | 4:34   |
| 6  | Lollipop                      | Jay-Z, Soopafly, Nate Dogg                 | 3:48   |
| 7  | Ballin'                       | The Dramatics, Lil' Half Dead              | 5:19   |
| 8  | Beautiful                     | Pharrell Williams, Uncle Charlie Wilson    | 4:58   |
| 9  | Paper'd Up                    | Mr. Kane, Traci Nelson                     | 3:50   |
| 10 | Wasn't Your Fault             | -                                          | 4:30   |
| 11 | Bo$$ Playa                    | -                                          | 5:53   |
| 12 | Hourglass                     | Mr. Kane, Goldie Loc                       | 4:20   |
| 13 | The One And Only              | -                                          | 3:49   |
| 14 | I Miss That Bitch             | E-White                                    | 3:12   |
| 15 | From Long Beach 2 Brick City  | Redman, Nate Dogg, Warren G                | 3:43   |
| 16 | Suited N Booted               | -                                          | 3:16   |
| 17 | You Got What I Want           | Ludacris, Goldie Loc, Uncle Charlie Wilson | 3:36   |
| 18 | Batman & Robin                | Lady Of Rage, RBX                          | 5:03   |
| 19 | A Message 2 Fat Cuzz          | -                                          | 1:40   |
| 20 | Pimp Slapp'd                  | -                                          | 5:42   |

## Singly
- Beautiful
- From Tha Chuuuch To Da Palace